# Police de l'environnement
La police de l'environnement désigne l'ensemble des personnes et structures ayant pour objectif de faire respecter les lois relatives au droit de l'environnement d'un pays et mandatées par ce pays pour le faire.

## En France
En France, la police de l'environnement est réalisée par de nombreuses structures différentes. Elle est notamment codifiée dans le cadre des missions d'inspection de l'environnement.
On retrouve parmi les agents commissionnés :
- Les agents de l'Office français de la biodiversité[1] issu de la fusion au 1er janvier 2020 et reprenant leurs prérogatives :
  - L'Office national de la chasse et de la faune sauvage agissant sur l'ensemble du territoire pour les questions de chasse et de trafic d'espèces
  - L'Agence française pour la biodiversité agissant sur l'ensemble du territoire pour les questions relative aux usages de l’eau, de la pêche et des milieux aquatiques
- les agents de l'Office national des forêts agissant sur les domaines forestiers dans tout le pays pour les questions relatives au code forestier et au code de l'environnement (et dans une certaine mesure aux codes pénal, des collectivités territoriales, de la santé publique et de la route)
- les agents des réserves naturelles commissionnés et assermentés, pour la législation spécifique à leur espace
- les agents des parcs naturels marins appartenant à l'Office français de la biodiversité sur les questions relatives à l'environnement et à la pêche sur leur espace
- les agents des parcs nationaux sur leur territoire
- les agents des affaires maritimes pour le contrôle des pêches et élevages en mer
- les agents des Directions départementales de la protection des populations
- les agents des Directions départementales des territoires
- les agents des Directions régionales de l'Environnement, de l'Aménagement et du Logement, pour la législation spécifique aux Installations classées pour la protection de l'environnement (ICPE)

## En Belgique
En Belgique la conservation de la nature est une compétence régionale. La police fédérale possède néanmoins un service environnement venant en soutien contre la criminalité grave de l'environnement.
Dans la région de Bruxelles Capitale la police de l'environnement est assurée par l'inspectorat selon le code de l'inspection entré en vigueur le 1er janvier 2015. En Wallonie, la police de l'environnement est assurée par le Département de la Police et des Contrôles du gouvernement wallon.

## En Tunisie
En Tunisie, il existe un corps de police destiné à la protection de l’environnement sous tutelle des municipalités et dénommé "Police de l’environnement". Son rôle est d'appliquer la loi dans le domaine environnemental mais aussi dans le domaine de l’hygiène et de la santé. Le 24 février 2023, ce corps est supprimé.